# Giovanni Pirro Scorna
Giovanni Pirro Scorna foi um prelado católico romano que serviu como bispo de Policastro (1516–1530).

## Biografia
A 19 de agosto de 1516, Giovanni Pirro Scorna foi nomeado pelo Papa Leão X como Bispo de Policastro. Scorna serviu como Bispo de Policastro até à sua renúncia a 6 de fevereiro de 1530.